# Görlitzer Gewichtsbremse

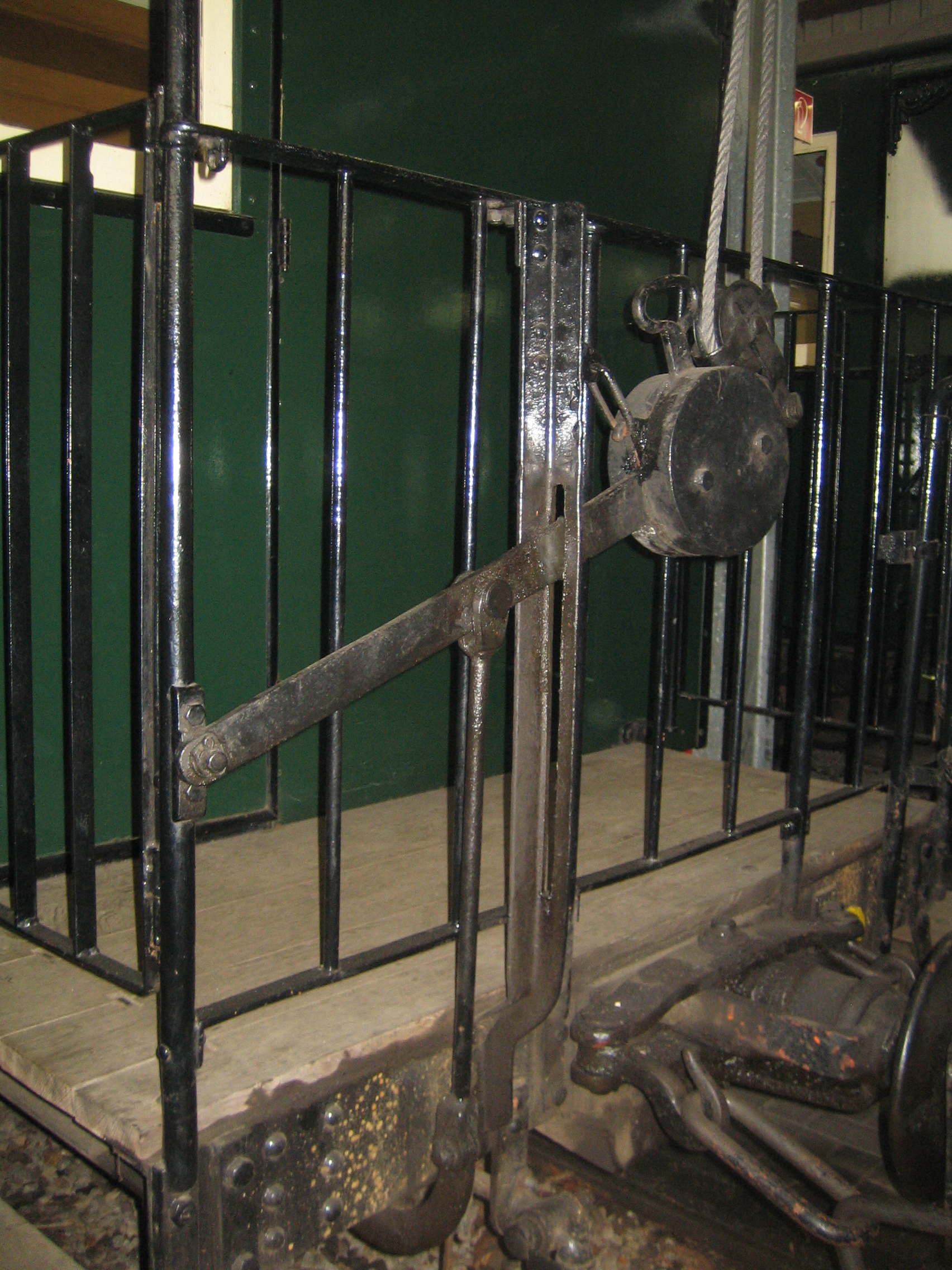
Görlitzer Gewichtsbremse: Bremshebel mit Umlenkrolle für Bremsseil am Plattformgeländer eines Schmalspur-Reisezugwagens

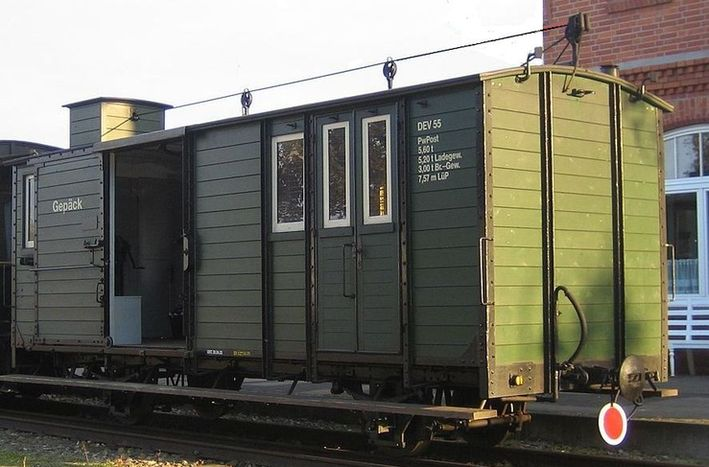
Gepäckwagen (DEV 55): Führung des Bremsseils mit fixen Rollen auf dem Wagendach, Umlenkung des Seils zu Seilwinde und Bremshebel ins Wageninnere im Dachaufbau.

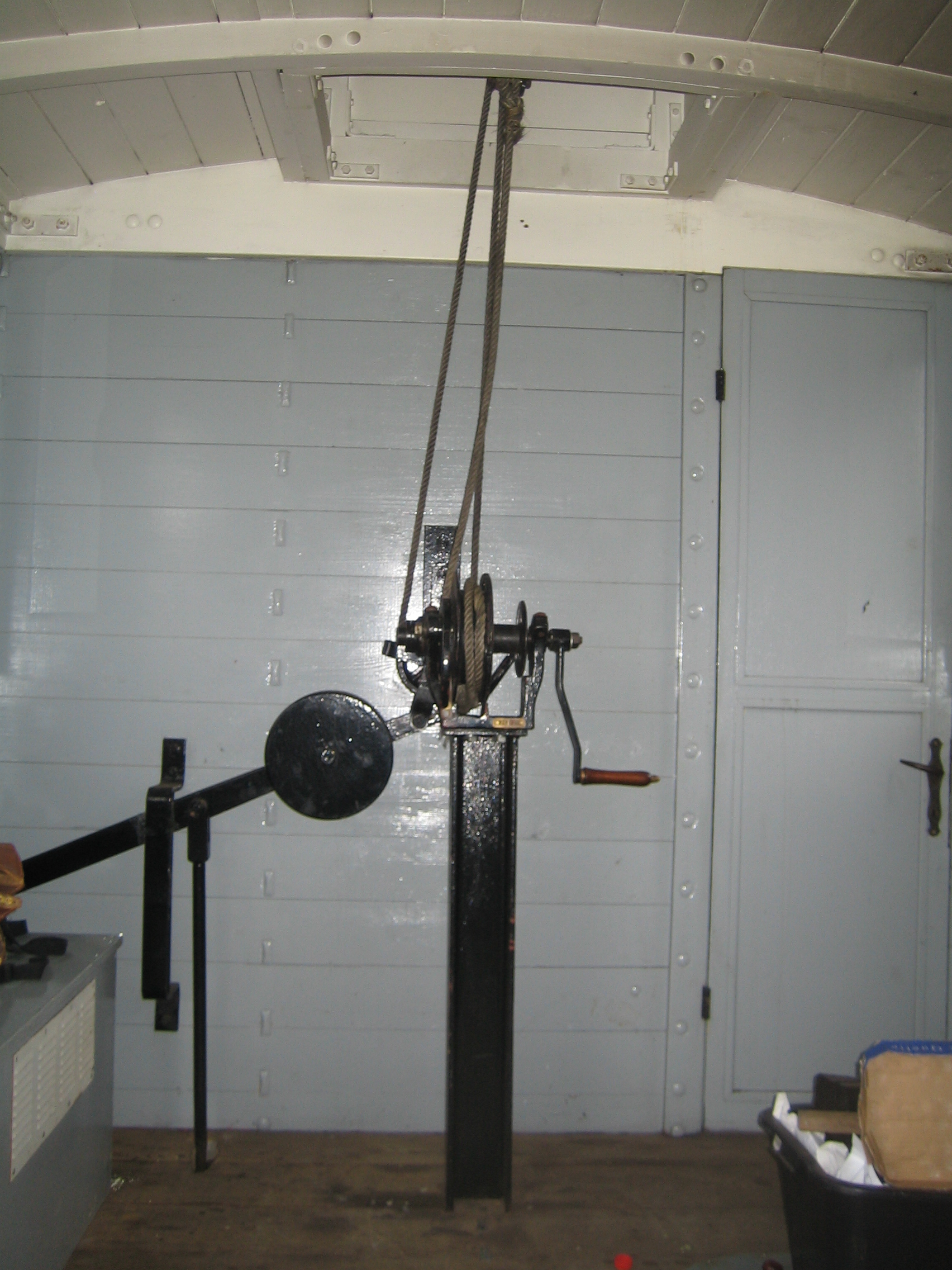
Im Inneren eines Gepäckwagens (DEV 55): Mitte – Bremsseilwinde (nicht sichtbar ganz oben die am aufzuwindenden Seil (ein Strang) befestigte Umlenkrolle für das zu spannende Bremsseil), etwas links dahinter – Bremshebel mit Umlenkrolle für das den Hebel hebende Bremsseil (herab- und hinaufführender Strang)

Die Görlitzer Gewichtsbremse ist eine von der AG Vulcan etwa 1893 entwickelte Eisenbahnbremse, bei der die Kraft auf die Bremsklötze aus dem Drehmoment eines mit einem Gewichtsstück versehenen Hebels (Bremshebel) hergeleitet wird. Die Bremshebel aller Wagen werden gemeinsam mit Hilfe eines Seils von einer zentralen Stelle (meist einem Gepäckwagen) aus bedient. Die Görlitzer Gewichtsbremse ist eine alle angeschlossenen Wagen betreffende (durchgehende) Bremse. Durch Straffen des Seils durch eine Winde werden die Gewichte angehoben und damit die Bremsklötze vom Radreifen gelöst. Bei losem oder gerissenem Seil sind alle Wagen gebremst. Die Görlitzer Gewichtsbremse ist somit eine in Störfällen selbsttätig wirkende Bremse. Durch die Gewichtskraft dient sie zugleich auch als eine Feststellbremse. Sie wurde vorwiegend bei Klein- und Nebenbahnen in Deutschland benutzt.

## Funktion
Der meistens an einer Stirnseite jeden Fahrzeugs angebrachte Bremshebel (siehe erstes nebenstehende Bild) wirkt über Stangen, weitere Hebel und das Bremsgestänge auf die Bremsklötze. Das über die Wagendächer laufende Bremsseil wird über feste Umlenkrollen an der Dachkante zur Umlenkrolle am freien Ende jeden Hebels herunter- und wieder hinaufgeführt. Beim Straffen des Seils werden die Gewichtshebel angehoben und die Bremsen gelöst. Die Führung des Seils über feste Rollen geschieht in der Mittelachse der Wagen (siehe zweites nebenstehende Bild), damit es sich in Gleisbögen möglichst wenig verkürzt oder verlängert. Die Gewichte der Bremshebel befinden sich ebenfalls mittig, bei Personenwagen mit offener Plattform an den Plattformgeländern. Bei einem Übergang zwischen den Plattformen zweier Wagen werden die Bremshebel seitlich versetzt, wozu aber zusätzliche Seilumlenkungen nötig sind.
Die Seilstücke der einzelnen Wagen werden aneinander gehängt, das gesamte Seil am letzten und am ersten Wagen (oder an der Lokomotive) befestigt. Im Gepäckwagen (oder seltener auf der Lokomotive) befindet sich eine Seilwinde (Haspel) für ein kurzes Seil (siehe drittes nebenstehende Bild), das an einer losen Rolle befestigt ist, mit der das Bremsseil zwischen zwei festen Rollen auf dem Dach heruntergezogen und somit gestrafft wird. Die Seilwinde wird beim Anziehen Schritt für Schritt gegen Zurückdrehen gesperrt (Rastgesperre). Ihr Gesperre ist schnell lösbar, so dass das Bremsen unverzögert erfolgen kann (Schnellbremsung). Das Betätigen der Bremse erfolgt auf Signal des Lokomotivführers.

## Einsatz
Die Einrichtung der Bremse ist relativ einfach und kostengünstiger als die ebenfalls mit durchgehendem Seil betätigte Heberleinbremse. Im Gegensatz zu ihr kann die Bremsprobe auch am stehenden Zug durchgeführt werden, da bei Nachlassen des Seiles die Bremsklötze anlegen, während mit der Heberleinbremse nur ein fahrender Zug gebremst werden kann. Deshalb war die Görlitzer Gewichtsbremse bei vielen Kleinbahnen, vor allem des Bahnbau- und -betriebunternehmens Lenz & Co. im Einsatz.
Nachteil der Bremse ist die begrenzte Zahl der mit dem Seil anhebbaren Bremshebel (nach Herstellerangaben drei bis sechs, je nach Größe der Wagen; bei Bahnen mit geringen Geschwindigkeiten mehr, weil dort das geforderte Bremsvermögen mit leichteren Bremshebelgewichten erreichbar ist).
Beim Rangieren von gemischten Zügen in Bahnhöfen werden die Wagen mit Görlitzer Gewichtsbremse möglichst als geschlossene Gruppe bewegt oder gebremst stehen gelassen und die anderen Wagen an die Gruppe herangefahren.
Zum Bremsen ist viel Erfahrung und auch Kraft des Bedienpersonals notwendig. Beachtet werden muss auch die unterschiedliche Auswirkung der Dehnung des etwas elastischen Seils auf die Bremsen der verschieden weit von der Seilwinde entfernten Wagen.
Da das durchgehende Seil durch die Gewichte aller gebremsten Wagen belastet ist, ist die mechanische Belastung der tragenden Teile der Wagen, an denen die Umlenkrollen befestigt sind, sehr stark, was zu Schäden an den Fahrzeugen führen kann.
Zur Nutzung als Feststellbremse befindet sich am Bremshebel ein Handgriff, mit dem der Hebel gehoben und gesenkt werden kann und ein Haken, mit dem der Bremshebel in gelöster Stellung am Plattformgeländer oder der Wagenwand eingehakt werden kann.
Diese Bremse ist in Deutschland noch an einigen Fahrzeugen, meist der ehemaligen Franzburger Kreisbahnen, die der Deutsche Eisenbahn-Verein (Niedersächsisches Kleinbahn-Museum und Museumseisenbahn Bruchhausen-Vilsen) besitzt und einsetzt, vorhanden. Sie ist immer noch als Eisenbahnbremse zugelassen.

## Unterschied zur Heberleinbremse
Das durchgehende Seil ist Kennzeichen beider Bremsen und führt zu Verwechslungen. Bei der Heberleinbremse sind aber nur relativ kleine Gewichte mit dem Seil anzuheben. Die Kraft für das Anlegen der Bremse wird über eine schleifende Reibkupplung der Bewegungsenergie der Fahrzeuge entnommen. Die kleinen Gewichte stellen nur die Kontaktkraft in der Kupplung zur Verfügung. Dadurch kann die Heberleinbremse auch bei längeren Zügen benutzt werden. Der Nachteil der Heberleinbremse ist die relativ aufwändige Mechanik und der Verschleiß an den Reibrollen und Reibrädern.

## Einzelnachweis
1. ↑  DEV 55. Abgerufen am 28. Juli 2023.